# Alice Comyns Carr
Alice Vansittart Comyns Carr, de soltera Strettell (Buckinghamshire, 1850-1927), fue una diseñadora de vestuario británica, cuyo trabajo está asociado con el movimiento esteticista.

## Biografía
Comyns Carr (referida como "Carr" a partir de ahora) era hija de Laura Vansittart Neale y el reverendo Alfred Baker Strettell, el capellán consular británico en Génova (Italia) y posteriormente rector de la Iglesia de San Martín en Canterbury. Su hermana, Alma Strettell, se convirtió en escritora y traductora.
En 1873 se casó con J. Comyns Carr, crítico de arte y drama, escritor, dramaturgo y director de la Grosvenor Gallery. Tuvieron tres hijos: Philip, Dorothy y Arthur, que se convirtió en parlamentario.

## Carrera profesional

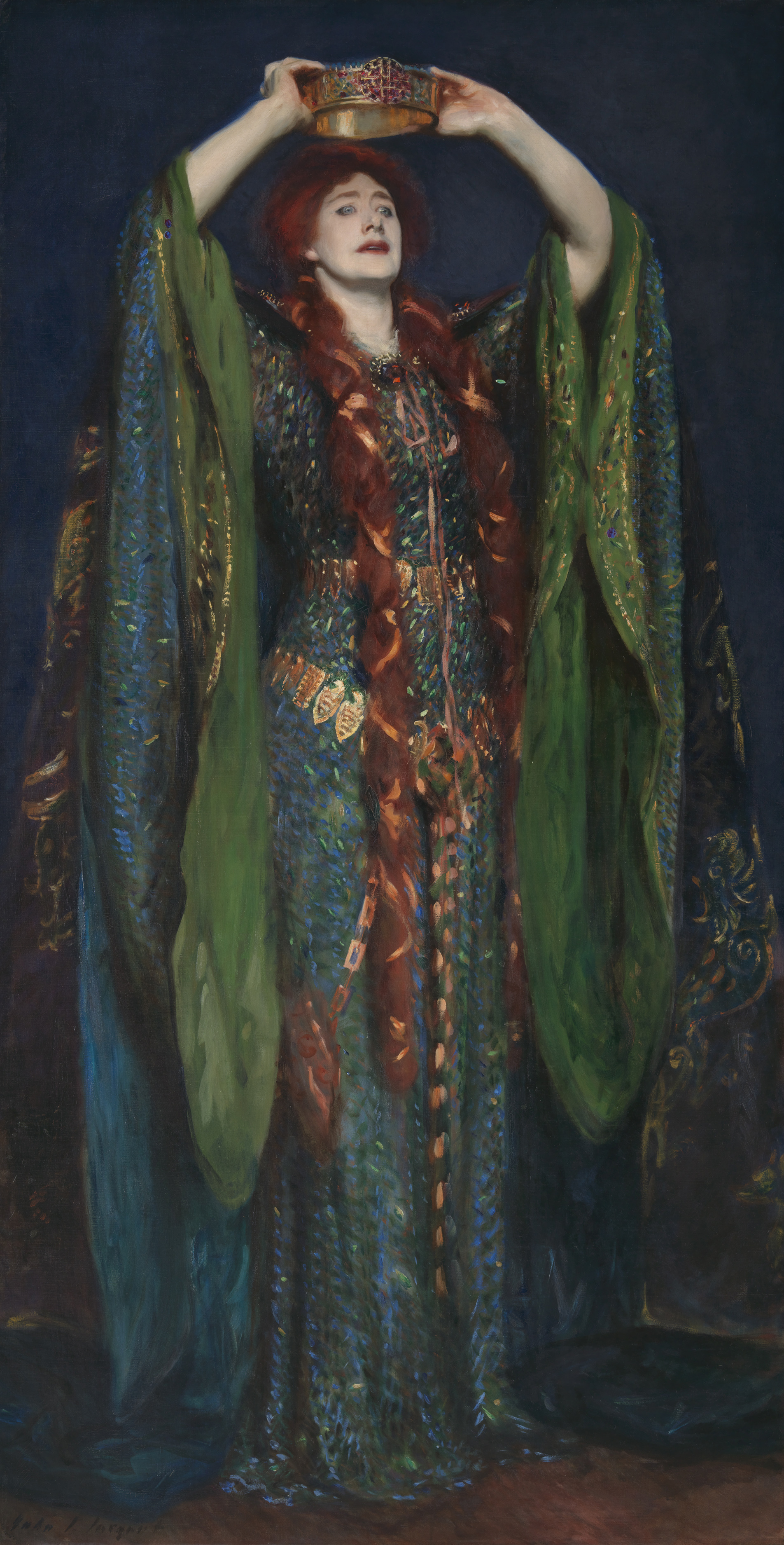
Ellen Terry como Lady Macbeth, por John Singer Sargent, 1889. Terry lleva el vestido iridiscente Carr-Nettleship.

Como diseñadora de vestuario, Carr se asoció con el movimiento esteticista y su defensa de prendas más sueltas y fluidas con toques teatrales como el encaje y el bordado. Se rumoreaba que ella era la inspiración detrás de la figura cómica de la "Sra. Cimabue Brown" que el dibujante George du Maurier inventó para burlarse de los esteticistas en algunos de sus dibujos para la revista Punch.
Durante dos décadas, Carr fue la diseñadora principal de vestuario de la actriz Ellen Terry siguiendo los pasos de Patience Harris. Carr comenzó a colaborar con Terry y Harris en 1882, pero los gustos de las dos diseñadoras no coincidían, y Harris renunció en 1887 tras varios desacuerdos sobre el vestuario de las obras de teatro Enrique VIII y The Amber Heart. Esta última se convirtió en la primera producción en la que Carr fue la responsable principal del vestuario de Terry, aunque su influencia es clara en los diseños desde la producción de 1885 de Fausto. Carr y Terry continuaron trabajando juntas hasta 1902, cuando Terry dejó el Lyceum Theatre.
Una de las obras más conocidas de Carr es un disfraz que usaba alas de escarabajo para crear un efecto iridiscente. Terry usó el vestido como Lady Macbeth en la obra de Shakespeare Macbeth. Fue diseñado por Carr y tejido a ganchillo por la modista Ada Nettleship para simular una cota de malla suave con también un efecto de escamas de serpiente. Nettleship había usado alas de escarabajo en algunos de sus diseños anteriores, y este vestido empleaba más de mil alas de escarabajo.  El traje restaurado ahora se exhibe en la casa de Terry, Smallhythe Place, cerca de Tenterden en Kent. El artista estadounidense John Singer Sargent pintó a Terry con el vestido en 1889.  Sargent era amiga de Carr y pintó su retrato casi al mismo tiempo.
Carr colaboró más tarde con Nettleship para hacer otro vestido para Terry, esta vez para una producción de Enrique VIII. En 1895, colaboró con el artista Edward Burne-Jones en el vestuario para una producción de la obra King Arthur protagonizada por Henry Irving.
Carr escribió un análisis de la moda para la revista The Woman's World después de que Oscar Wilde asumiera la dirección editorial. Carr publicó un volumen de reminiscencias en 1926. En él, escribió: "Estaba acostumbrada a soportar una cierta cantidad de burlas en materia de ropa, porque en los días en que los polisones y los vestidos ceñidos eran la moda, y la cintura de cincuenta centímetros era el objetivo de toda mujer que se respetara a sí misma, mis vestidos seguían la línea simple, recta, tan sin cintura como los de hoy". 
Carr también escribió varios libros, como por ejemplo North Italian Folk: Sketches of Town and Country Life (Gente del norte de Italia: bocetos de la vida en la ciudad y el campo)(1878), Margaret Maliphant (1889), y The Arm of the Lord (el Brazo del Señor) (1899).